# Jazid III.
Jazid ibn al-Valid ibn Abd al-Malik (arabsko يزيد بن الوليد بن عبد الملك, romanizirano Jazīd ibn al-Walīd ibn ʿAbd al-Malik), splošno znan kot Jazid III., je bil dvanajsti kalif Omajadskega kalifata, ki je vladal od leta 744 do svoje smrti nekaj mesecev pozneje, * 701, † 3./4. oktober 744. 

## Rojstvo in ozadje
Jazid je bil član vplivne Omajadske dinastije. Njegovega očeta al-Valida I. je preživelo več sinov: al-Jakubi jih omenja šestnajst, , zgodovinar al-Tabari (umrl 923) pa kar devetnajst. Jazid III. je bil vnuk velikega omajadskega kalifa Abd al-Malika, njegova stara mati pa je bila Valada bint al-Abas ibn al-Džaz al-Absija. 
Jazid je bil sin perzijske princese, ki je bila dana za konkubino kalifu al-Validu. Njegova mati je bila Šah-i Afrid, hčerka sasanidskega kralja Peroza III. Tabari opisuje Jazida kot visokega in čednega moža. 

## Al-Validov padec
Med vladavino bratranca al-Valida II. je Jazid spregovoril proti al-Validovi 'nemoralnosti', ki je vključevala diskriminacijo Jemencev in nearabskih muslimanov s strani Arabcev iz klana Banu Kajs. Jazid je s tem dobil podporo naerabskih muslimanov, odšel v Damask in z državnim udarom odstavil ač-Valida, čemur je sledilo poplačilo podpornikov iz državne zakladnice. Al-Valida so obglavili in njegovo glavo nasadili na sulico in z njo paradirati po Damasku. Al-Validova sinova Utmana in Hakama, ki ju je oče določil za svoja dediča, so aretirali.

## Pristop na prestol
Ob pristopu na prestol je Jazid pojasnil, da se je uprl v imenu Alahove knjige in sunne njegovega preroka ter da to pomeni zagotoviti, da močni ne bodo ropali šibkih. Obljubil je, da se ne bo ukvarjal z gradbenimi deli, da ne bo zapravljal denarja za žene in otroke, da ne bo brez razloga prenašal denarja iz ene province v drugo, da ne bo predolgo zadrževal vojakov na bojišču in ne bo preobremenil nemuslimanskih podložnikov. Namesto tega se bo izogibal diskriminaciji in bo pravočasno poravnaval račune. Obljubil je svoj odstop, če ne bo dosegel teh ciljev, in se načeloma držal zakonov kalifata.
Tabari omenja Jazidov vzdevek 'Zmanjševalec' (Naqis), ki ga je dobil, ker je za 10 % zmanjšal vojaške rente, medtem ko je njegov predhodnik obljubil, da jih bo povečal. Po islamskem ljudskem izročilu, zapisanem v apokaliptičnem slogu, je Jazid sam hodil na tržnico.
Mesto Homs je zavrnilo zvestobo Jazidu. Proti njemu je bilo tudi več disidentskih gibanj. Bratranec Marvan ibn Mohamed ibn Marvan, guverner Armenije, ki je sprva podpiral Valida in se po njegovi smrti nameraval maščevati, se je nazadnje pridružil Jazidu.

## Vladanje
Jazid je za guvernerja Iraka imenoval Mansurja ibn Džumhurja, ki je nadomestil Jusufa ibn Umarja. Slednjega je nato zaprl in kasneje ubil sin Halida ibn Abdalaha al-Kasrija. Mansur je poskušal odstaviti guvernerja Horasana Nasrja ibn Sajarja, vendar mu to ni uspelo.  

## Smrt
Jazid je vladal Omajadskemu kalifatu od aprila 744 do 4. oktobra 744. Za svojega naslednika imenoval svojega brata Ibrahima. Jazid je zbolel za možganskim tumorjem in 3. ali 4. oktobra 744 umrl. Nasledil ga je Ibrahim.